# Wu Hui-ju
Wu Hui-ju (吳蕙如S, Wú HuìrúP; Tainan, 12 novembre 1982) è un'ex arciera taiwanese.

## Biografia

### Giochi olimpici

#### Atene 2004
La Wu fece parte della delegazione taiwanese ad Atene 2004.
Nel round di qualificazione dell'individuale femminile giunse al 10º posto; nella fase ad eliminazione diretta sconfisse nell'ordine Narguis Nabieva, Anja Hitzler e Justyna Mospinek prima di essere battuta ai quarti dalla sudcoreana Lee Sung Jin che avrebbe poi vinto la medaglia d'argento.
Fece parte anche del terzetto che arrivò terzo nel torneo a squadre femminile. Le taiwanesi, accreditate del terzo punteggio delle qualifiche, sconfissero il Giappone agli ottavi e la Germania ai quarti, ma vennero sconfitte in semifinale dalla Cina. Vinsero la medaglia di bronzo nella finalina contro la Francia.

#### Pechino 2008
La seconda esperienza olimpica la ebbe in occasione dei giochi di Pechino 2008. Nel round di qualificazione dell'individuale fu 29ª con 634 punti. Al primo turno venne sconfitta dalla venezuelana Leidys Brito.
Non ebbe miglior sorte nella gara a squadre: ottave nelle qualifiche, le taiwanesi furono fermate al primo turno dalle arciere italiane, non riuscendo quindi a confermare il piazzamento a podio.

### Campionati mondiali
Ha preso parte a tre edizioni dei campionati mondiali di tiro con l'arco: 2005, 2007 e 2009.
A Madrid 2005, nell'individuale fu 61ª nel turno di qualificazione e venne eliminata al primo turno della fase ad eliminazione diretta dalla statunitense Jennifer Nichols. Nelle qualificazioni della gara a squadre le taiwanesi ottennero l'undicesimo posto, sufficiente per accedere al tabellone principale, dove tuttavia furono eliminate al primo turno dalla Russia.
Nel 2007 a Lipsia, nella gara individuale fu 20ª nel turno di qualificazione. Nella fase a eliminazione sconfisse al primo turno Panagiota Georgiou prima di essere eliminata ai trentaduesimi dalla francese Sophie Dodemont.
Nella gara a squadre, le taiwanesi portarono a casa la medaglia d'argento: nel turno di qualificazione furono settime, e sconfissero Ucraina, Cina ed Italia, capitolando solo in finale contro la Corea del Sud.
Ad Ulsan 2009 fu 18ª nel round di qualificazione e fu eliminata da Katsiaryna Timofeyeva nel secondo turno della fase ad eliminazione diretta, dopo che al primo aveva ricevuto un bye. Nella gara a squadre Taipei Cinese fu terzo nelle qualifiche ma venne eliminato al primo turno dal Giappone.

### Campionati mondiali indoor
La Wu ha partecipato a due edizioni dei mondiali indoor: Firenze 2001 e Aalborg 2005. 
In Italia, a titolo individuale fu 23ª nelle qualificazioni, riuscendo poi a raggiungere i quarti di finale dove fu battuta dall'azzurra Natalia Valeeva. Nella gara a squadre, Taipei ottenne l'undicesimo e penultimo punteggio delle qualifiche, mancando l'accesso alla fase successiva limitata a otto squadre.
Quattro anni dopo in Danimarca, nell'individuale raggiunse la fase ad eliminazione diretta grazie al 26º punteggio delle qualifiche; superò il primo turno ma venne eliminata agli ottavi di finale. Nella gara a squadre ottennero nuovamente l'11º posto in qualifica, questa volta sufficiente ad accedere al turno successivo, ma le taiwanesi vennero eliminate al primo turno.

### Giochi asiatici
Ha preso parte a due edizioni dei Giochi asiatici: ai XV Giochi asiatici disputati nel 2006 a Doha, faceva parte della squadra che ottenne il terzo posto finale; a livello individuale chiuse invece all'undicesimo posto.
Quattro anni dopo a Canton nella gara a squadre le taiwanesi raggiunsero nuovamente la finale per il bronzo, ma vennero sconfitte dall'India.

## Palmarès
- Giochi Olimpici

 - Atene 2004 - Squadre femminile
- Campionati mondiali

 - Lipsia 2007 - Squadre femminile
- Giochi asiatici

 - Doha 2006 - Squadre femminile